# 缺鐵性貧血
缺鐵性貧血（英語：Iron-deficiency anemia，IDA）指的是因為缺乏鐵質所產生的貧血，而貧血是指紅血球細胞數量或血液中的血紅素下降。一般貧血的產生影響的速度較緩慢，所以症狀通常較不明顯，其中症狀包括感到疲倦、無力、呼吸急促或是運動能力下降等等。而相反的是，急性的貧血通常會有較嚴重的症狀，可能會意識渾沌或有快要昏厥的感覺，並且感到口渴。若非十分嚴重的貧血，否則一般人不會有臉色蒼白的現象。其他症狀表現則常因成因不同而有所差異。
缺鐵性貧血是由於從飲食攝取的鐵質不足，或是身體吸收鐵質不良所導致，也有可能是失血導致的鐵質流失或身體鐵代謝多於吸收所引起。而出血的位置可能包括小腸、子宮或是泌尿道。就開發中國家的孩童而言，缺鐵性貧血最常見的原因為寄生蟲感染。寄生蟲會造成腸道出血，但糞便中並不總是能明顯發現。在未開發國家中，瘧疾、鉤蟲和維他命A缺少是三個造成懷孕期間貧血的原因。在超過50歲的女性中，缺血性貧血最主要是慢性腸胃出血，其背後的原因與寄生蟲感染無關，而是因為胃潰瘍、十二指腸潰瘍或是消化道癌症等因素。
鐵質缺乏所致的貧血佔全世界貧血個案將近一半，對女性的影響通常大於男性，在2013年的統計中，全球有將近1.2億的人口受缺鐵性貧血所影響，同樣的研究也發現，缺鐵性貧血造成193,000人死亡，較1990年的213,000例已經有下降的趨勢。在2004年的中國，約有2億人患有缺鐵性貧血。

## 症狀和表現
缺鐵性貧血的特徵有蒼白(因為皮膚或黏膜缺少氧化血色素)、疲倦、頭暈以及虛弱。但沒有一種症狀能高敏感度或具有特異性地診斷缺鐵性貧血。孩童黏膜部位的蒼白(特別是結膜)是與貧血最相關的指標，但在大型研究中指出：結膜蒼白只有28%的敏感度以及87%的特異性區別孩童貧血(血紅素<11.0 g/dl)；以及49%的敏感度以及79%的特異度診斷孩童嚴重貧血(血紅素<7g/dl)。因此，貧血的孩童中只有二分之一到三分之一會有此徵相表現，此徵狀的出現完全依賴疾病的嚴重程度。因此缺鐵性貧血的診斷必須完全依賴實驗室檢查。
因為缺鐵性貧血的病程發展慢(可能數年)，身體也會漸漸適應這個疾病而導致不典型的疾病表現；病人也常常適應了缺鐵性貧血對全身的影響。嚴重的個案有可能發生呼吸困難。吃某些東西的慾望，或所謂的異食癖也會發生。食冰癖或對冰的異食癖被認為對鑑定缺鐵性貧血具有特異性，但其實此症狀的敏感性和特異性並不佳，對缺鐵性貧血的診斷也沒有幫助。當這個症狀出現時，其消失與否可能和缺鐵性貧血的好轉並無關連性。
其他缺鐵性貧血的症狀和疾病表現包括：
1. 焦慮常導致強迫症類型的衝動和強迫
2. 易怒
3. 經常疲累
4. 心絞痛
5. 嗜睡
6. 耳鳴
7. 情緒起伏較大
8. 不规律心跳
9. 头痛
10. 嘴巴潰瘍
11. 心悸
12. 掉髮
13. 暈厥
14. 覺得昏暈
15. 覺得沮喪
16. 呼吸困難
17. 肌肉抽搐
18. 蒼白泛黃的皮膚
19. 感覺麻木、燃燒感
20. 失眠
21. 社會發展遲緩
22. 舌炎(舌頭發炎或感染)
23. 口角炎(發炎部分在嘴角)
24. 反甲（湯匙狀指甲）或指甲脆或弱
25. 食慾低落
26. 搔癢症
27. 因為生成食道網導致吞嚥困難(普盧默-文森綜合症)
28. 停經、便秘
29. 不安腿綜合症[9]

## 嬰兒發展
在嬰兒發育初期階段缺鐵性貧血造成的影響比成人期大。在嬰兒發育初期階段的嚴重缺鐵性貧血無法經由治療回復正常的血鐵濃度。相比之下，發生在嬰兒發育晚期的缺鐵性貧血可以經由補充足夠的鐵來代償。缺鐵性貧血對神經發展的影響有：減少學習能力、改變運動功能、永久減少多巴胺受體和血清素濃度。發展階段的鐵缺乏可能導致脊髓減少髓鞘形成，以及改變髓鞘的組成。除此之外，缺鐵性貧血對身體成長有負面的影響。生長賀爾蒙的分泌和血中運鐵蛋白濃度對身高和體重而言有正相關。這個關聯也和前述異食癖有關，可能是導致異食癖的原因。

## 原因
診斷為缺鐵性貧血後需要進一步調查其原因。它可能因為鐵的需求或流失增加，或鐵的攝入減少，這些情形在兒童和成人都可能會發生。慢性失血需考慮患者的性別、年齡和病史，若找不到可能導致的原因，則須迫切轉診以排除潛在的惡性腫瘤。在嬰幼兒和青少年時期，身體的快速增長可能會讓鐵的攝取量供不應求，從而導致沒有疾病表徵的隱性缺乏。在育齡婦女過長或經血過多的月經週期也可引起輕度的缺鐵性貧血。
亦有患者因為是素食者因為長期素食而缺乏肉類鐵質
（例如：牛肉⋯等）

## 寄生蟲
全世界缺鐵的主要原因是感染寄生蟲（蠕蟲，例如絛蟲，吸蟲和蛔蟲）。寄生蟲可引起發炎和慢性失血。世界衛生組織估計，“世界各地大約二十億人感染了土壤傳播的蠕蟲。”

## 失血
血液中的紅血球含有鐵，所以血液流失同時會導致鐵的流失。失血的幾個常見原因：婦女月經量過多是缺鐵性貧血的風險因子，因為他們月經更可能比他們的飲食中鐵的攝取量大。而體內的慢性失血，像是因為消化性潰瘍、腸道血管發育不良、大腸息肉或胃腸癌，失血過量的時候可導致缺鐵性貧血。消化道出血也可能因為經常使用的一些藥物，如NSAIDs（例如阿司匹林），抗凝血劑（例如氯吡格雷和華法林），雖然這些藥是容易有血栓形成的患者必需使用的。

## 飲食
通常我們是鐵的來源從食物中攝取。如果一個人攝取太少鐵或鐵吸收不良，就可能隨時間漸漸缺乏鐵。富含鐵的食物包括肉類、蛋類、綠葉蔬菜和鐵強化食品。對於正常生長發育，嬰兒和兒童從他們的飲食獲取鐵。大量攝取牛奶與缺鐵性貧血的風險增加有關。缺鐵的其他危險因素包括低肉類攝取量、低攝入鐵強化產品。
鐵的每日建議量為:   
| 年齡        | 男        | 女        | 懷孕   | 哺乳期 |
| ----------- | --------- | --------- | ------ | ------ |
| 出生至6個月 | 0.27毫克* | 0.27毫克* |        |        |
| 7-12個月    | 11毫克    | 11毫克    |        |        |
| 1-3年       | 7毫克     | 7毫克     |        |        |
| 4-8年       | 10毫克    | 10毫克    |        |        |
| 9-13歲      | 8毫克     | 8毫克     |        |        |
| 14-18歲     | 11毫克    | 15毫克    | 27毫克 | 10毫克 |
| 19-50歲     | 8毫克     | 18毫克    | 27毫克 | 9毫克  |
| 51歲以上    | 8毫克     | 8毫克     |        |        |

*足夠的攝入量（AI） 
來源: https://ods.od.nih.gov/factsheets/Iron-HealthProfessional/ （页面存档备份，存于）

## 鐵的吸收
食物中的鐵在小腸被吸收進入血液循環，特別是十二指腸和近端迴腸。腸功能紊亂會降低人體對鐵的吸收能力。
腸的吸收表面積減少，例如腹腔疾病，炎性腸道疾病或在手術切除腸道後，身體還是可以吸收鐵，但吸收表面積根本不夠。
如果胃裡鹽酸的產量不足，胃酸缺乏（通常是由於慢性幽門螺旋桿菌感染或長期質子泵抑製劑療法）導致鐵和三價鐵的鹽沉澱出來，在腸道會吸收不良。
在全身性炎症存在的情況下，鐵被吸收到腸細胞後，由於在腸細胞基底的鐵轉運蛋白減少，導致鐵無法順利進入血液循環，鐵因而被留在腸，且隨腸細胞脫落時從身體失去。

## 懷孕
因為孕婦身體儲存的鐵需要提供懷孕期間所會增加的血容量，同時提供胎兒血紅蛋白日益增長以及胎盤發育之所需，如果孕婦沒有補充鐵，缺鐵性貧血就可能發生。
其他較不常見的原因是溶血和血紅蛋白尿。